# Književnost u 1903.
◄◄ | ◄ | 1900. | 1901. | 1902. | 1903.  | 1904. | 1905. | 1906. | ► | ►►
Arhitektura • Astronomija • Biologija • Film • Fotografija • Glazba • Kazalište • Kemija • Kiparstvo • Knjige • Književnost • Kršćanstvo • Meteorologija • Medicina • Planinarstvo • Politika • Pravo • Promet • Slikarstvo • Strip • Šport • Televizija • Znanost • Zrakoplovstvo • Željeznički promet
Književnost u 1903.

## Svijet

### Nagrade i priznanja
- Nobelova nagrada za književnost:

### Rođenja
- 25. lipnja – George Orwell, engleski pisac i novinar († 1950.)

### Smrti
- 1. studenog – Theodor Mommsen,  njemački povjesničar, arheolog, novinar, političar i pravnik (* 1817.)

## Vanjske poveznice
|  | Zajednički poslužitelj ima još gradiva o temi Književnost u 1903. |